# Округ Кејуга (Њујорк)
Округ Кејуга (енгл. Cayuga County) је округ у америчкој савезној држави Њујорк. По попису из 2010. године број становника је 80.026.

## Демографија
Према попису становништва из 2010. у округу је живело 80.026 становника, што је 1.937 (2,4%) становника мање него 2000. године.
| Група             | 2000.          | 2010.          |
| Белци             | 75.762 (92,4%) | 73.098 (91,3%) |
| Афроамериканци    | 3.272 (4,0%)   | 3.195 (4,0%)   |
| Азијати           | 348 (0,4%)     | 390 (0,5%)     |
| Хиспаноамериканци | 1.611 (2,0%)   | 1.896 (2,4%)   |
| Укупно            | 81.963         | 80.026         |